# Емір Диздаревич
Емір Диздаревич (босн. Emir Dizdarević; нар. 2 квітня 1958, Зениця) – боснійський шахіст, у 2006-2008 роках представник Хорватії, гросмейстер від 1988 року.

## Шахова кар'єра
Помітних успіхів на міжнародній арені почав досягати в другій половині 1980-х років. 1988 року переміг (разом з Богданом Лалічем i Йосипом Дорфманом) на турнірі Босна в Сараєво, а також посів 3-тє місце (позаду Яна Роджерса i Огнєна Цвітана) на турнірі за швейцарською системою в Мендрісіо. Наступного року там само поділив 2-ге місце (позаду Огнєна Цвітана i Драгана Барлова, разом із, зокрема, Ентоні Майлсом, Іштваном Чомом, Флоріном Георгіу, Анатолієм Вайсером i Олександром Черніним). У наступних роках досягнув успіхів, зокрема, у таких містах, як: Зениця (1989, поділив 2-ге місце позаду Петара Поповича, разом з Драголюбом Велимировичем, Бранко Дамляновичем, Сергієм Смагіним i Ріко Маскарінасом), Птуй (1991,  поділив 1-ше місце разом з Бояном Кураїцою), Любляна (1992, поділив 1-ше місце разом з Драженом Сермеком), Солін (1993, поділив 1-ше місце разом з Драженом Сермеком, а також 1994, поділив 2-ге місце позаду Влатко Ковачевичем, разом з Гораном Диздарем), Канни (1995, поділив 2-ге місце позаду Борислава Івкова, разом з Младеном Палацом, Еріком Пріє i Жаном-Люком Шабаноном), Кастел Старий (1997, поділив 1-ше місце разом із, зокрема, Олегом Романишиним i Хрвоє Стевичем). 2000 року взяв участь у чемпіонаті світу ФІДЕ, який проходив за олімпійською системою в Нью-Делі, де в 1-му раунді переміг Лева Псахіса, але в 2-му поступився Борисові Гельфанду. 2003 року поділив 1-ше місце (разом із, зокрема, Штефаном Кіндерманном, Костянтином Ландою, Ніколаусом Штанецом, Мікулашом Маником i Мілошом Павловичем) на регулярному опені, який відбувся у Відні, а також переміг у Зеніці. 2005 року поділив 2-ге місце (позаду Суата Аталика, разом із, зокрема, Боркі Предоєвичем i Алоїзасом Квейнісом) у Пулі, а також знову показав Гарний результат у Зениці, поділивши 1-ше місце (разом з Ібро Шаричем, Міодраг Савичем i Суатом Аталиком). 2006 року поділив 2-ге місце (позаду Філіпа Любичичча, разом з Чабою Хорватом) у Спліті. У 2014 році переміг на опені в Бошняці.
Починаючи з 1992 року належав до основних гравців збірної Боснії і Герцеговини. Між 1992 та 2004 роками взяв участь у всіх зіграних в цей період семи шахових олімпіадах (зокрема один раз на 1-й шахівниці), найбільшого успіху досягнувши 1994 року в Москві, де боснійські шахісти завоювали срібні олімпійські медалі. Крім того, в 1992 – 2003 роках чотири рази брав участь у командних чемпіонатах Європи.
Найвищий рейтинг Ело в кар'єрі мав станом на 1 липня 1997 року, досягнувши 2555 очок займав тоді 3-тє місце (позаду Івана Соколова і Предрага Ніколича) серед шахістів Боснії і Герцеговини.

## Зміни рейтингу
| На цьому місці має відображатися графік чи діаграма, однак з технічних причин його відображення наразі вимкнено. Будь ласка, не видаляйте код, який викликає це повідомлення. Розробники вже працюють для того, щоби відновити штатне функціонування цього графіка або діаграми. | |
| | На цьому місці має відображатися графік чи діаграма, однак з технічних причин його відображення наразі вимкнено. Будь ласка, не видаляйте код, який викликає це повідомлення. Розробники вже працюють для того, щоби відновити штатне функціонування цього графіка або діаграми. |